# سیارک ۹۶۶۲
سیارک ۹۶۶۲ (به انگلیسی: 9662 Frankhubbard، نامگذاری:1996GS) نه هزار و ششصد و شصت و دومین سیارک کشف شده‌است که در ۱۲ آوریل ۱۹۹۶ کشف شد.
قدر مطلق سیارک برابر ۱۳٫۷۰ است.